# Perguet
Perguet is een gehucht in de gemeente Bénodet (Finistère, regio Bretagne), dat nabij Mousterlin en Fouesnant ligt.
Het gehucht heeft een eeuwenoude kapel, de Chapelle de Perguet, die dateert uit de 11e en 12e eeuw. Deze kapel staat op ong. 300 meter van het gehucht Perguet, volop in de natuur. Binnen in de kapel kan men zien dat het bouwwerk zeer oud is, door de scheefgezakte eikenhouten zolderingdraagbalken en de middeleeuwse fresco's en heiligenbeelden. De kapel herbergt de beeltenissen van Sainte-Brigitte (in het Bretons "Berc'Hed") en Saint-Laurent. De beelden zaten vol gaatjes door de memel, door mijt en houtworm, toegebracht in de loop der jaren. Vlakbij staat eveneens een zeer oude calvarie uit dezelfde periode als van de Chapelle de Perguet, waar eveneens een "enclos paroissial" te zien is. Hier wordt ook, rond midden augustus, een Fest-Noz gevierd.

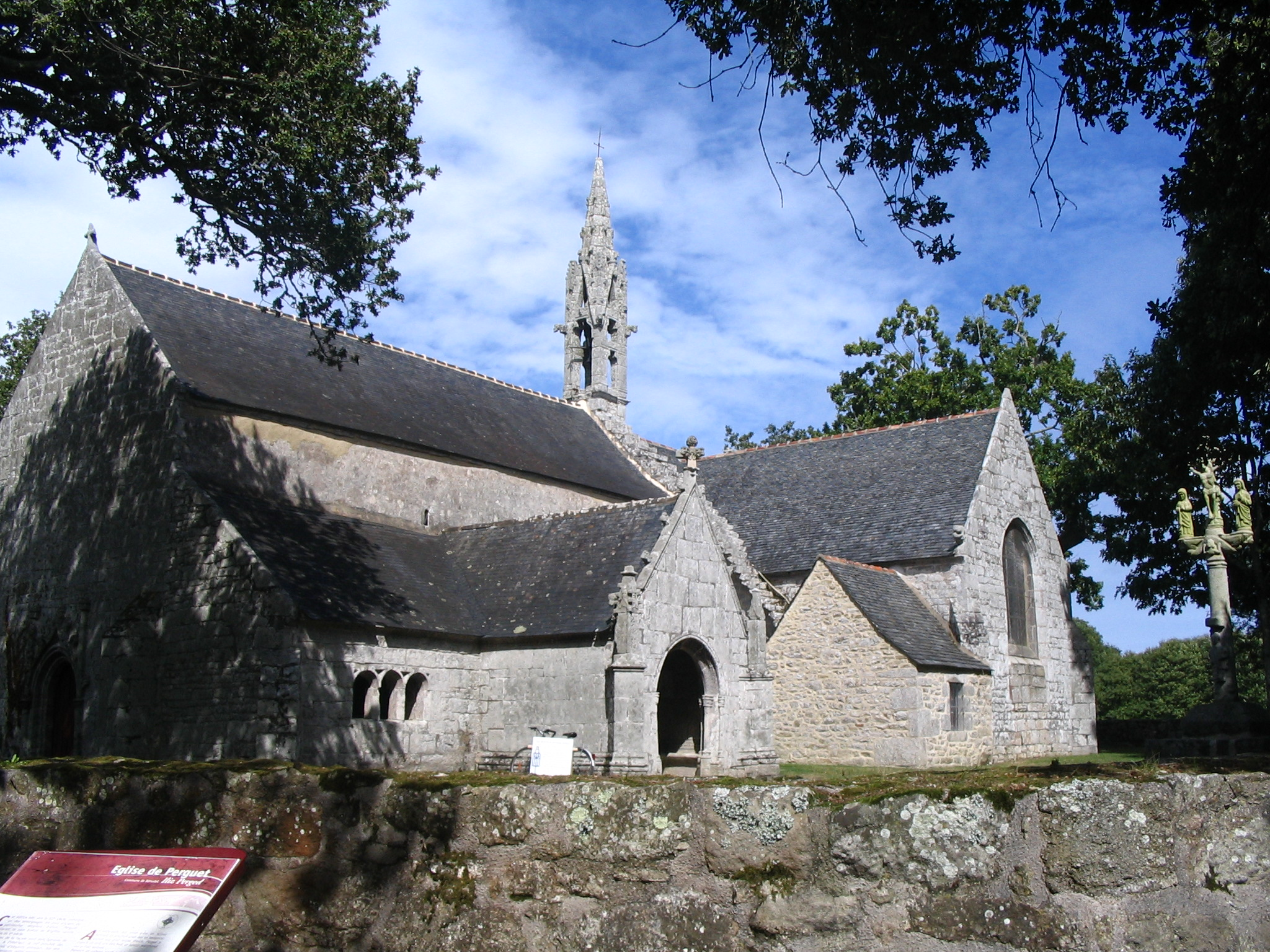
Chapelle de Perguet